# Enrique Sánchez de León
Enrique Sánchez de León Pérez, né à Badajoz le 9 juin 1934 et mort le 5 avril 2025 dans la même ville, est un homme politique espagnol.

## Biographie

### Études et carrière
Enrique Sánchez de León étudie le droit à l'université de Madrid et se spécialise dans le droit syndical. En 1960, il intègre le corps des inspecteurs techniques du ministère du Travail et poursuit sa carrière jusqu'en 1971, ayant été délégué de son ministère à Ourense, Malaga ou encore Guipuscoa.

### Activités politiques
En 1971, Enrique Sánchez entre au Congrès des députés en sa qualité de procureur général de l'État et des finances. Par la suite, il est nommé directeur général de la Sécurité sociale, puis directeur général de la Politique intérieure sous les premiers gouvernements post-franquistes.
Membre de l'Action régionale d'Estrémadure (AREX), qui intègre l'Union du centre démocratique, il est élu député pour Badajoz à l'occasion des élections constituantes du 15 juin 1977 et est nommé, le 5 juillet suivant, ministre de la Santé et de la Sécurité sociale dans le premier gouvernement d'Adolfo Suárez. À ce poste, il assura la création de l'Institut national de la santé.
Réélu député lors des législatives de 1979, il n'est cependant pas reconduit dans le nouveau gouvernement. En 1984, à la suite de la dissolution de l'UCD, il devient membre du Centre démocratique et social (CDS), le nouveau parti centriste fondé par Suárez.

### Mort
Enrique Sánchez de León décède le 5 avril 2025 à Badajoz.